# ЖКК Раднички Београд
Женски кошаркашки клуб Раднички Београд је српски кошаркашки клуб из Београда, који се тренутно такмичи у Другој кошаркашкој лиги Србије.

## Титуле

### Првенство Југославије у кошарци
Шампион (6): 1961, 1962, 1964, 1965, 1966, 1968.
Вицешампион (6): 1946, 1956, 1958, 1959, 1960, 1967.

### Куп Југославије у кошарци
Шампион (2): 1960, 1962.

## Познати тренери
- Ранко Жеравица
- Боривоје Ценић
- Бранко Ковачевић
- Милан Дабовић
- Горан Дураковић
- Петар Ђорђевић